# کیسین
کیسین (به عربی: کیسین) یک منطقهٔ مسکونی در سوریه است که در الرستن واقع شده‌است. کیسین ۲٬۱۸۹ نفر جمعیت دارد.